# 1955年6月20日の日食

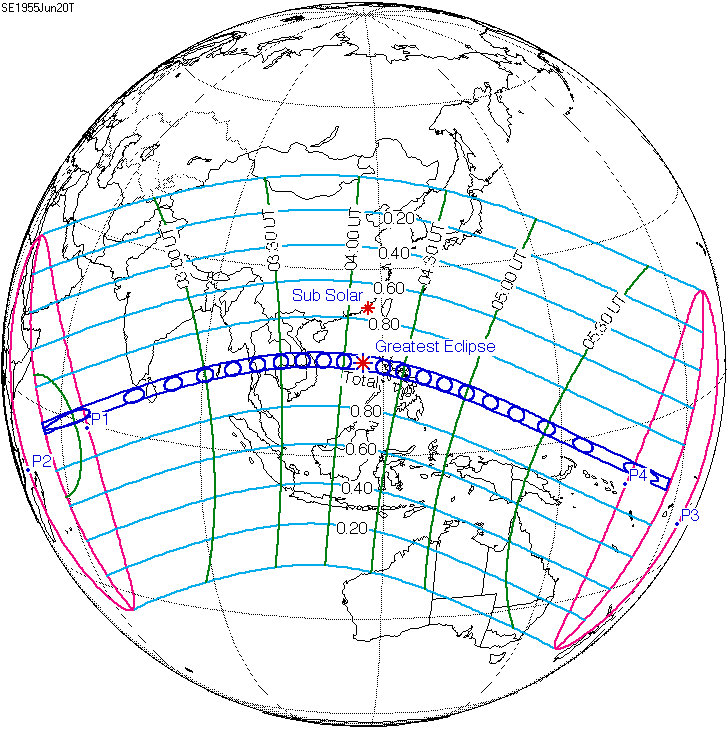

1955年6月20日の日食は、1955年6月20日に観測された日食である。イギリス領セーシェル、イギリス領モルディブ、セイロン、インドのアンダマン諸島、ビルマ、タイ、カンボジア、ラオス、ベトナム共和国、西沙諸島とスカボロー礁、フィリピン、太平洋諸島信託統治領、パプアニューギニア委任統治領、イギリス領ソロモン諸島で皆既日食が観測され、アジア中南部、アフリカ東部、オーストラリア北東部の半分及び以上の地域の周辺の一部で部分日食が観測された。これは1080年6月20日から2150年6月25日までの間に持続時間の最も長い皆既日食である。紀元前4000年から西暦6000年の1万年間に日食が23740回あり、そのうち6326回は皆既日食である。ただし、1955年6月20日の皆既日食より持続時間のもっと長いのは41回だけである。

## 通過した地域
皆既帯が通過した、皆既日食が見えた地域はイギリス領セーシェル（現在のセーシェル）北部、イギリス領モルディブ（現在のモルディブ）、セイロン（現在のスリランカ）、インドのアンダマン諸島北部、ビルマ連邦（現在通称ミャンマー）南東部、タイ、カンボジア北部、ラオス南部、ベトナム共和国（現在のベトナムの一部）北部、南シナ海の西沙諸島南部とスカボロー礁、フィリピン北部、アメリカ管轄下の太平洋諸島信託統治領のカヤンゲル環礁（現在はパラオに属する）、オーストラリア管轄下のパプアニューギニア委任統治領（現在のパプアニューギニア）のヌクマヌ環礁、イギリス領ソロモン諸島（現在のソロモン諸島）のオントンジャワ環礁北部だった。
タイの首都バンコクには、大都市にとって極めて希少なことで、1948年から1958年までの10年の間に4回の中心食（皆既日食と金環日食）が見えた。これは2回目である。次回の1955年12月14日の金環日食との間はわずか半年未満だった。
また、皆既日食が見えなくても、部分日食が見えた地域は北アフリカ南東端の紅海沿岸、東アフリカ東部、アラビア半島、イラン南東部、アフガニスタンのほとんど、南アジア、中国のほとんど（新疆省（現在の新疆ウイグル自治区）北部と中国東北部の北部の半分を除く）、モンゴル南部、朝鮮半島、日本のほとんど（本州の極北端と北海道を除く）、東南アジア、オーストラリア北東部の半分、ミクロネシア、メラネシア、ポリネシア西部だった。そのうち大部分では6月20日に日食が見え、国際日付変更線の東の部分では6月19日に見えた。

## 観測
日本東京大学東京天文台（今は国立天文台に統合されている）は観測隊をセイロンに派遣した。しかし、現地の不利な天気のため、観測は成功しなかった。日本水路部（現在は海洋情報部に改組されている）はベトナム共和国クアンガイ省ビンソン県ビントゥアン村西部沿岸に観測隊を派遣した。日食中雲や霧の影響が一切なく、隊員は以前観測した皆既日食よりも暗いと述べた。持続時間が他の皆既日食より長いことも原因の一つである。観測隊は現地で多くのコロナを写真を撮った。アメリカから小規模な観測隊がタイで皆既日食を観測した。タイ王国チャクリー王朝の王室メンバーも首都バンコクの北に位置するアユタヤ県で皆既日食を見た。また、ラジオタイワールドサービスはタイで初めて全国を向けて皆既日食の番組を放送した。